# Phi yến
Phi yến (danh pháp hai phần: Delphinium cossonianum) là một loài thực vật có hoa trong họ Mao lương. Loài này được Batt. miêu tả khoa học đầu tiên năm 1917.